# Лю Шаочжу
Лю Шаочжо́у(кит. трад. 刘绍周, пиньинь Liú Shàozhōu, 1892 — 18 июля 1970), взрослое имя Цзэжун (泽荣), на русском также иногда упоминается как Лау Сиуджау — китайский революционер, участник первых двух конгрессов Коминтерна.

## Биография
Родился в уезде Гаояо провинции Гуандун. Сын китайского чаевода Лау Джон Джау, долгое время работавшего в России. В возрасте пяти лет уехал с отцом в Россию. Окончил физико-математический факультет Петербургского университета, учился на экономическом отделении Петроградского политехнического института (ЦГА СПб. Ф 3121 Оп. 2, д. 2514 личное дело студента Лау Сиу-Джау), женился на русской девушке. Преподавал математику в реальном училище. Был активным участником революционного движения.
На прошедшем в декабре 1918 в Петрограде совещании китайских и корейских рабочих организаций в России, в ходе которого все китайские организации в Советской России были объединены в «Союз китайских рабочих в России» (СКР), Лю Цзежун был избран его председателем. Задачами СКР были устройство китайских рабочих, пропаганда среди них коммунизма и возвращение китайских рабочих на родину.
Был делегатом первого и второго конгрессов Коминтерна. На Первом конгрессе 5 марта 1919, на котором выступал как представитель рабочих революционного юга Китая и Китайской социалистической партии, сделал доклад по событиям в Китае. На Втором конгрессе, где был делегатом от Центрального оргбюро Союза китайских граждан, произнёс речь от имени китайских трудящихся, проживающих в России, и от всего китайского народа, а также убедил Ленина принять миссии генерала Чжан Сылиня, посланную бэйянским правительством Китая. Участвовал в приёме миссии, в ходе которой Советская Россия и Китай договорились об обмене диппредставительствами, в Петрограде и в Москве.
Летом 1920 года направил Сунь Ятсену телеграмму, в которой от лица советского правительства предлагал помощь Южному Китаю по выходу из международной изоляции.
После Второго конгресса предполагался к отправке на работу в Китай по линии Коминтерна, однако партийное руководство Сибири, куда он был направлен, противодействовали этому, посчитав, что он «не обладает достаточной политической подготовкой».
В конце 1920 подал в отставку с должности председателя Союза китайских граждан и вернулся в Китай с Чжан Сылинем, где получил назначение на КВЖД. В 1933—1940 работал во французской школе и в Пекинском университете, преподавал русский язык.
В июне 1940 года стал советником правительства Гоминьдана в Советском Союзе, в 1945 принимал участие в переговорах о заключении советско-китайского Договора о дружбе и союзе.
После победы коммунистов в Гражданской войне в 1949 на дипломатической работе, стал заместителем главного редактора крупного книжного издательства.
В 1956 году вступил в Коммунистическую партию Китая, был советником министра иностранных дел, членом второго, третьего и четвёртого Национальных комитетов НПКСК. В 1960 в Шанхае под его руководством вышел «Большой китайско-русский словарь».
18 июля 1970 умер в Пекине.

## Оценки деятельности
Цюй Цюбо назвал Лю Шаочжу «самым замечательным из китайцев, учившихся в России».

## Литературная деятельность
Автор воспоминаний, в которых рассказал в том числе и о своих встречах с В.И. Лениным.